# Sant Joan de Montornès de Segarra
Sant Joan és una església a Montornès de Segarra (Segarra) inclosa a l'Inventari del Patrimoni Arquitectònic de Catalunya. L'església parroquial de Sant Joan és dalt del turó, en un lloc proper a les restes de l'antic castell de Montornès.

## Arquitectura
L'edifici és de planta rectangular i d'una sola nau coberta, en dos trams amb volta de canó amb llunetes i un tram amb volta de creueria, i teulada a doble vessant. La façana principal es veu retallada per la incorporació posterior de l'edifici de la rectoria, al costat esquerre i el campanar, al costat dret; limitant així, de veure'l completament. Es va construir a partir de carreus de mida mitjana relligats amb morter i disposats en filades. L'estructura ha estat modificada al llarg del temps amb la incorporació de noves estructures decoratives, tal com es pot veure a la porta d'accés. Aquesta portalada ve superposada mitjançant una motllura de pedra picada amb arc rebaixat i coronat per un timpà. Dins del timpà ens apareix una fornícula sense cap sant a dins. El campanar és de secció quadrada, amb quatre ulls d'arc de mig punt adovellat i teulada a quatre vessants. La porta d'accés és d'arc de mig punt adovellada.
Al voltant de la plaça de l'església, podem trobar algunes peces que presenten un treball escultòric i que contribueixen a la decoració de la plaça. Concretament són dos. La primera, és una pica baptismal que actualment fa funció de torreta per les flors. Aquesta està realitzada amb pedra saulonenca, i que conserva tots els seus elements, basament, fust i vas; presenta una decoració motllurada. La segona peça és encastada en el mur dret que ens condueix fins a la porta d'accés de l'església. És una estela discoïdal que conserva l'estructura: orla i peduncle. Dintre l'orla ens apareix el relleu d'una creu amb els braços units amb l'orla.

## Història
La primera referència segura de Sant Joan de Montornès es troba en les antigues relacions de parròquies del bisbat de Vic del final del segle xi i principi del segle xii. La vinculació amb la diòcesi de Vic es va mantenir fins al segle xvi, en què s'integrà al nou bisbat de Solsona.
Al segle xviii es construeix un nou temple aprofitant unes dependències de l'antic castell del segle xiii i xiv; aquestes correspondrien a la capçalera de l'església actual. Al segle xx s'hi van fer alguns afegits, com ara la torre, construïda cap al 1900.
Està documentada des de final del segle ix, va ser cedida per Alfons el Cast als Templers (1181) i després (1317) va passar als Hospitalers, que la conserven fins a la desamortització.